# 모하마드 자히르 샤

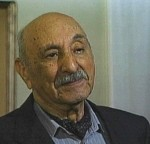
말년의 자히르 샤

모하마드 자히르 샤샤(1914년 10월 15일 ~ 2007년 7월 23일)는 아프가니스탄 왕국의 마지막 군주이다. 재위 기간은 1933년 ~ 1973년이며, 1973년 사촌이자 총리였던 모하마드 다우드 칸의 쿠데타로 왕위에서 물러났다.
1914년, 아프가니스탄의 카불에서 바라크자이 왕조의 왕 모하메드 나디르 샤 (Mohammed Nadir Shah)의 아들로 태어났다. 청소년 시절에는 프랑스에 유학했으며, 아프가니스탄에 귀국한 후 아프가니스탄 육군 보병 사관 학교에 들어갔다. 1931년, 후마이라 베쿰 (Humaira Begum) 을 왕비로 맞이하였다.
1933년, 아버지 모하메드 나디르 샤의 암살로 왕위를 계승했으며, 제2차 세계 대전 이후인 1953년, 사촌인 모하마드 다우드 칸을 총리로 기용했으나, 모하마드 다우드의 급진적인 개혁으로 인한 여론의 반발로 1963년, 다우드를 총리에서 물러나게 하였다.
1960년대, 자히르 샤는 입헌 군주제 도입으로 출판과 정당 설립의 자유를 인정하는 등 민주화 노선을 열었으며, 냉전 체제하에서 동서양 진영 간의 균형을 갖고 외교를 하였다.
1973년, 질병 요양을 위해 이탈리아의 로마에 가 있는 동안, 모하마드 다우드의 쿠데타로 왕위에서 폐위되었으며, 그대로 아프가니스탄에 귀국하지 않고, 이후 29년 동안 이탈리아에 망명 생활을 하였다.
탈레반 정권 붕괴 후인 2002년 아프가니스탄에 돌아왔으며, 국부 칭호를 받았지만 왕정 복고는 되지 않았다. 2007년, 카불의 병원에서 92세의 나이로 사망하였다.
아프가니스탄의 대통령 하미드 카르자이는 자히르 샤의 먼 친척에 해당된다.